# Denderhautem
Denderhautem (Denderhoutem en néerlandais) est une section de la commune belge de Haaltert dans le Denderstreek située en Région flamande dans la province de Flandre-Orientale. C'était une commune à part entière avant la fusion des communes de 1977.

## Évolution démographique
- Sources : INS, Rem. : 1831 jusqu'en 1970 = recensements, 1976 = nombre d'habitants au 31 décembre[1].

## Curiosité

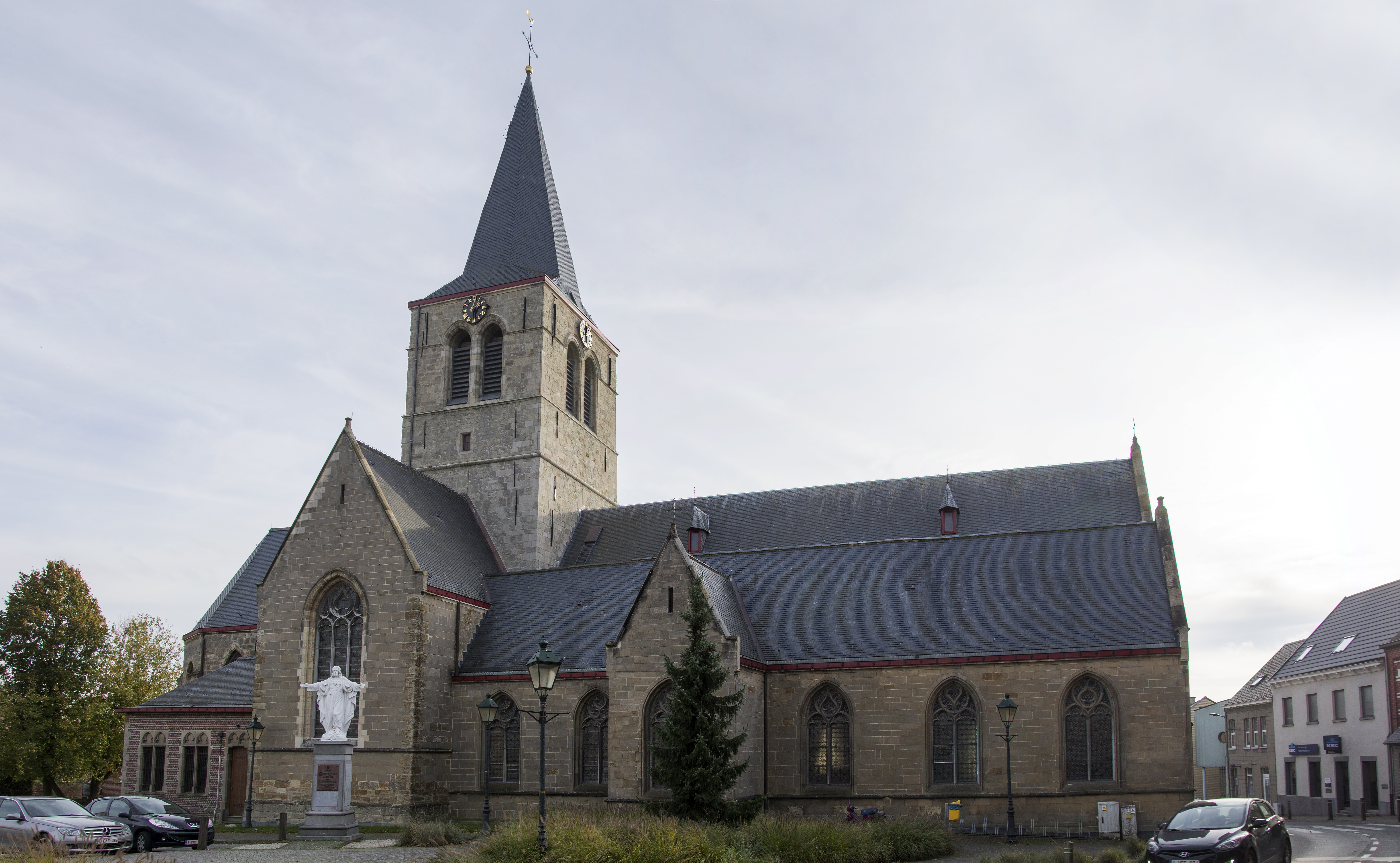
Église Saint-Amand

M. Johannes Josef van de Velde (1876-1912) était un passager de troisième classe sur le Titanic en 1912, son dernier lieu de résidence est Denderhoutem. M. van de Velde n'a pas survécu au naufrage et son corps n'a pas été retrouvé. Il a laissé derrière lui une femme, quatre enfants et des frères et sœurs.